# Гълъбово (област Благоевград)
Вижте пояснителната страница за други значения на Гълъбово.
Гъ̀лъбово е село в Югозападна България. То се намира в община Белица, област Благоевград.

## География
Село Гълъбово се намира в планински район.

## История
До 1955 година селото е махала на Бабяк. До 1982 година името на селото е Гольово.

## Население

### Етнически състав
Преброяване на населението през 2011 г.
Численост и дял на етническите групи според преброяването на населението през 2011 г.:
|                     | Численост |
| Общо                | 58        |
| Българи             | 12        |
| Турци               | 6         |
| Цигани              | -         |
| Други               | 3         |
| Не се самоопределят | 30        |
| Неотговорили        | 7         |